# Xã Dayton, Quận Tuscola, Michigan
Xã Dayton (tiếng Anh: Dayton Township) là một xã thuộc quận Tuscola, tiểu bang Michigan, Hoa Kỳ. Năm 2010, dân số của xã này là 1.848 người.